# مرض جاكوب كروتزفلد المتغير
مرض جاكوب كروتزفلد المتغير (بالإنجليزية: Variant Creutzfeldt–Jakob disease)‏ ويعرف اختصاراً بـ vCJD هو نوع من أمراض الدماغ ضمن عائلة اعتلالات الدماغ الإسفنجية المعدية. تشمل الأعراض المشاكل النفسية، التغيرات السلوكية والأحاسيس المؤلمة. طول المدة الزمنية ما بين التعرض للمرض وتطور الأعراض هي غير واضحة. ولكنه يحتمل بأن تكون سنوات. متوسط العمر المتوقع بعد بداية ظهور الأعراض هي 13 شهرا.
سبب المرض هو البريونات، وهي بروتينات مطوية بشكل خاطئ. يعتقد أن انتشارها في المقام الأول بسبب تناول اللحم البقري المصاب بالتهاب الدماغ الأسفنجي (BSE) . يعتقد أيضا أن العدوى تتطلب قابلية وراثية محددة. انتشاره أيضا من خلال منتجات الدم أو المعدات الجراحية الملوثة. يكون التشخيص عن طريق خزعة الدماغ. ولكن يمكن أن يشتبه به بالاعتماد على معايير معينة أخرى. وهو يختلف عن مرض كروتزفلد القديم، على الرغم من أن كلاهما سببه البريونات.
يتضمن علاج vCJD الرعاية الطبية الداعمة. اعتبارا من 2012 تم تسجيل حوالي 170 حالة من vCJD في المملكة المتحدة، و50 حالة في بقية العالم. أصبح المرض أقل شيوعا منذ عام 2000. العمر القياسي لظهور المرض هو أقل من 30 عاما. تم تحديد ذلك لأول مرة في عام 1996 من قبل وحدة المراقبة الوطنية في إدنبرة، اسكتلندا.

## العلامات والأعراض
تتضمن الأعراض المشاكل النفسية، التغيرات السلوكية والأحاسيس المؤلمة. طول المدة الزمنية ما بين التعرض للمرض وتطور الأعراض هي غير واضحة. ولكنه يحتمل بأن تكون سنوات. متوسط العمر المتوقع بعد بداية ظهور الأعراض هي 13 شهرا.

## الأسباب

### لحم البقر الملوث
في المملكة المتحدة، كان السبب الرئيسي ل vCJD هو تناول لحم البقر الملوث بإلتهاب الدماغ الإسفنجي البقري. أظهرت دراسة أجرتها وكالة حماية الصحة عام 2012 أن حوالي 1 من أصل 2000 شخص في المملكة المتحدة يظهر عليهم علامات تراكم البريون غير الطبيعي.

### منتجات الدم
اعتبارا من عام 2018 ، تشير الأدلة إلى أنه بالرغم من وجود بريونات في دم الأفراد المصابين بـ vCJD ، فإن هذا ليس هو الحال بالنسبة للأفراد المصابون ب CJD المتقطع.
في عام 2004 ، أظهر تقرير أن vCJD يمكن أن ينتقل بواسطة نقل الدم. هذه النتيجة أقلقت مسؤولي الرعاية الصحية لأن وباء كبير للمرض يمكن أن ينتج في المستقبل القريب. من الممكن إجراء فحص دم لعدوى vcJD لكنه لم يتوفر بعد لفحص التبرعات بالدم. توجد قيود ذو أهمية لحماية التزويد الدم. حظرت حكومة المملكة المتحدة أي شخص تلقى نقل الدم منذ يناير 1980 من التبرع بالدم. منذ عام 1999 كان هناك حظر في المملكة المتحدة لاستخدام الدم في المملكة المتحدة لتصنيع المنتجات الجزئية مثل الألبومين. في حين أن هذه القيود قد تؤدي بطريقة ما إلى منع وباء الاكتفاء الذاتي للعدوى الثانوية، فإن عدد التبرعات بالدم المصابة غير معروف وقد يكون ضخما. في يونيو 2013 ، تم تحذير الحكومة من أن الوفيات - ثم في 176 - قد ترتفع خمسة أضعاف بواسطة عمليات نقل الدم.